# Salix ligulifolia
Salix ligulifolia är en videväxtart som beskrevs av John Ball och C. K. Schneider. Salix ligulifolia ingår i släktet viden, och familjen videväxter. Inga underarter finns listade i Catalogue of Life.